# 全国特別支援学校知的障害教育校PTA連合会
全国特別支援学校知的障害教育校PTA連合会（略称全知P連）は、日本全国の知的障害教育校PTA相互の健全な発展と協調を図り、知的障害教育の向上・発展を促進することを目的とする任意団体である。
1967年7月10日、結成総会開催。1968年4月1日、全国特殊教育推進連盟に加入。1970年6月12日、会報創刊。例年、総会並びに研修会や全国研究協議大会の開催、全国特殊教育振興協議会への参加・協力をおこなっている。